# 罗曼·威尔
罗曼·威尔（捷克語：Roman Will，1992年5月22日—），生于比尔森，捷克男子冰球运动员，场上位置是守门员。他曾代表捷克参加2022年冬季奥林匹克运动会冰球比赛，获得第九名。